# رابطة أبحاث الفضاء بالجامعات
تأسست رابطة أبحاث الفضاء بالجامعات في 12 مارس 1969 في واشنطن العاصمة كمؤسسة خاصة غير ربحية تحت رعاية الأكاديمية الوطنية للعلوم (NAS). يبلغ عدد العضوية المؤسسية في الجمعية حالياً 113 جامعة. جميع المؤسسات الأعضاء لديها برامج دراسات عليا في علوم أو تكنولوجيا الفضاء. إلى جانب 98 مؤسسة عضو في الولايات المتحدة، هناك مؤسستان عضوان في كندا، وأربع في أوروبا، واثنتان في إسرائيل، وواحدة في أستراليا وواحدة في نيوزيلندا، وواحدة في هونغ كونغ، واثنتان في كوريا واثنتان في المملكة المتحدة.

## المهام
توفر رابطة أبحاث الفضاء بالجامعات آلية يمكن من خلالها للجامعات أن تتعاون بشكل فعال مع بعضها البعض، ومع الحكومة، ومع المنظمات الأخرى لتعزيز علوم وتكنولوجيا الفضاء، ولتعزيز التعليم في هذه المجالات. وتتم مهمتها من خلال المعاهد والمراكز والأقسام والبرامج. يبلغ عدد الكوادر الإدارية والعلمية الآن حوالي 420. الميزة الفريدة لإدارة رابطة أبحاث الفضاء بالجامعات هي نظامها للخبراء الفنيين المستمرين، المستمدين من مجتمع البحث، لتوفير الإشراف على المعاهد والمراكز والأقسام والبرامج في الرابطة.

## التأسيس
تأسست رابطة أبحاث الفضاء بالجامعات في عام 1969، بناءً على طلب وكالة ناسا، تحت رعاية الأكاديمية الوطنية للعلوم. قبل هبوط أبولو 11 على سطح القمر، وعودة العينات القمرية، سعت ناسا إلى منظمة شريكة جديدة لإشراك وتنظيم مجتمع البحث. كتب جيمس ويب، مدير وكالة ناسا، إلى الرئيس فريدريك سيتز، مقترحًا إنشاء رابطة جامعية مؤهلة للنهوض بعلوم وتكنولوجيا الفضاء. كانت النتيجة تشكيل رابطة أبحاث الفضاء بالجامعات.
تصور ويب هذا الارتباط الجديد ليس فقط العمل مع وكالة ناسا في علوم القمر، ولكن أيضًا في التخصصات العلمية الأخرى ومجالات التكنولوجيا، التي ستشارك فيها ناسا، مع الكشف عن دورها في استكشاف الفضاء.
مع نمو برنامج الفضاء المدني ليشمل مهام في الفيزياء الشمسية وعلوم الكواكب والفيزياء الفلكية وعلوم الأرض وعلوم الجاذبية الصغرى وغيرها من التخصصات، بالإضافة إلى تطوير التكنولوجيا، عملت USRA جنبًا إلى جنب مع وكالة ناسا. جميع الجهود التي تبذلها USRA منذ تأسيسها حتى يومنا هذا تحقق غرضها غير الربحي وتحقق أيضًا رؤية Webb للشراكة الوثيقة ومشاركة الجامعات.
المهمة الأولى لـ رابطة أبحاث الفضاء بالجامعات كانت تشغيل معهد علوم القمر وإشراك المجتمع العلمي في تحليل العينات القمرية التي ستُعاد إلى الأرض خلال بعثات أبولو. يُعرف الآن باسم معهد القمر والكواكب، وقد قام LPI بتنمية تعاون قوي بين وكالة ناسا ومجتمع البحث الدولي للمساعدة في تنظيم تخصص بحثي جديد: علوم القمر والكواكب. ساعد LPI في قيادة البحث الذي أدى إلى فهم جديد لأصل القمر. اليوم، يواصل LPI، الواقع في منشأة USRA بالقرب من مركز جونسون للفضاء التابع لناسا، المهمة المهمة المتمثلة في تنظيم الأنشطة المجتمعية لدعم استكشاف ناسا لنظامنا الشمسي، مع فريق علمي وإداري متخصص.

## الميثاق
في 1 مارس 1968، أعلن الرئيس ليندون جونسون عن إنشاء معهد العلوم القمرية (LSI)، وتم اعتماد رابطة أبحاث الفضاء بالجامعات في العام التالي باعتبارها المنظمة الأم لـلمعهد. كان المقر الأولي لـ ها في جامعة فيرجينيا، حيث عمل الأستاذ أ.روبرت كولثاو كأول رئيس للجمعية. في عام 1976، أصبح الدكتور ألكسندر ج. ديسلر ثاني رئيس للولايات المتحدة الأمريكية. نقل ديسلر المقر الرئيسي للجمعية إلى جامعة رايس، حيث شغل منصب رئيس قسم فيزياء الفضاء وعلم الفلك. تم تعيين الدكتور ديفيد سي بلاك رئيسًا لوكالة USRA في عام 2000. شغل بلاك منصب مدير معهد القمر والكواكب فيها من عام 1988 إلى عام 2001، وهو معترف به دوليًا لأبحاثه في الفيزياء الفلكية النظرية وعلوم الكواكب.

## البرامج الأخرى
ركزت رابطة أبحاث الفضاء بالجامعات في البداية على إدارة معهد علوم القمر (أعيدت تسميته لاحقًا باسم المعهد القمري والكواكب ) ولكن، مسلحًا بميثاقه الواسع، بدأ الاتحاد في استكشاف طرق أخرى لخدمة مجتمع أبحاث الفضاء الجامعي في وقت مبكر من عام 1970. اليوم، يشارك باحثو الرابطة مع علماء الجامعات والحكومة والصناعة والمهندسين في مجموعة واسعة من المجالات ذات الصلة بالفضاء والطيران، بما في ذلك علم الفلك والفيزياء الفلكية وعلوم الأرض والجاذبية الصغرى وعلوم الحياة وتكنولوجيا الفضاء وعلوم الكمبيوتر والمفاهيم المتقدمة. تتضمن معظم الأنشطة البحثية الرابطة مكونات تعليمية ذات صلة.

## الرؤساء
رؤساء رابطة أبحاث الفضاء بالجامعات منذ تأسيسها هم:
- أ.روبرت كولثاو (1969-1976)
- ألكسندر ج. ديسلر (1976–1981)
- بول جيه كولمان جونيور (1981-2000)
- ديفيد سي بلاك (2000-2006)
- فريدريك أ. تارانتينو (2006-2014)
- دونالد كنيفن (2014) [بالوكالة]
- جيفري إيزاكسون (2014 إلى الوقت الحاضر)

## البرامج

### المعاهد والبرامج الحالية
- معهد القمر والكواكب[12]
- مرصد الستراتوسفير لعلم الفلك بالأشعة تحت الحمراء
- جودارد لتكنولوجيا علوم الأرض والبحوث (GESTAR)
- الأرض من معهد الفضاء
- معهد العلوم والتكنولوجيا
- معهد الأبحاث لعلوم الكمبيوتر المتقدمة (RIACS)
- دعم جلين للهندسة والأبحاث (GEARS)
- مركز أبحاث الفضاء النووي
- برنامج ناسا لما بعد الدكتوراه (NPP)
- مركز أبحاث أميس التابع لوكالة ناسا (NAMS)
- برنامج تدريب ناسا
- برنامج علماء AFRL

### المعاهد والبرامج السابقة
- مرصد أريسيبو
- مركز دراسات الفضاء المتقدمة (CASS)
- مركز أبحاث إدارة البرامج / المشاريع (CPMR)
- البرنامج التعاوني في علوم الفضاء (CPSS)
- قسم علوم الحياة الفضائية (DSLS)
- مكتب برامج التعليم في كاس
- برنامج أبحاث تطبيقات علوم الأرض (ESARP)
- تعليم علوم نظام الأرض للقرن الحادي والعشرين (ESSE 21)
- برنامج علوم نظام الأرض (ESSP) في هنتسفيل
- برنامج معهد ناسا للمفاهيم المتقدمة (NIAC)
- فرص أبحاث أعضاء هيئة التدريس الصيفية في وكالة ناسا (NSFRO)
- المركز الوطني لتدريس علوم الأرض والفضاء (NCESSE)
- المركز الوطني لأبحاث استكشاف السوائل والاحتراق (NCSER)
- برامج علم الفلك البحري (NRL و USNO)
- المفاهيم الثورية لأنظمة الطيران - برنامج الربط الأكاديمي (RASC-AL)
- تطوير التكنولوجيا وبيئات الطيران (TDAE)
- برنامج علم الفلك USRA في هانتسفيل
- برنامج تبادل الباحثين الزائرين والتواصل معهم (VREO)

## الروابط الخارجية
- الموقع الرسمي www.usra.edu